# Маргарета фон Бранденбург
Вижте пояснителната страница за други личности с името Маргарета фон Бранденбург.
Маргарета фон Бранденбург (на немски: Margareta von Brandenburg; * ок. 1511, † сл. 3 ноември 1577) от род Хоенцолерн, е принцеса от Бранденбург и чрез женитби херцогиня на Померания и княгиня на Анхалт.

## Живот
Тя е третата дъщеря на курфюрст Йоахим I фон Бранденбург (1484 – 1535) и съпругата му принцеса Елизабет Датска (1485–1555).
Маргарета се омъжва на 23 януари 1530 г. в Берлин за херцог Георг I от Померания (1493 – 1531). Нейната зестра са 20 000 гулдена и селища. Тя е втората му съпруга. Георг умира след една година.
На 15 февруари 1534 г. Маргарета се омъжва в Десау за княз Йохан II фон Анхалт (1504 – 1551) от династията Аскани, княз на Анхалт-Десау (1516 – 1544) и княз на Анхалт-Цербст (1544 – 1551). През 1544 г. Йохан получава мозъчен удар и превръща живота на съпругата си в ад. Тя избягва в замъка Рослау. Мартин Лутер я посещава и ѝ се кара, че е напуснала съпруга си.
През 1550 г. Йохан я обвинява в изневяра с лекаря ѝ и я затваря. През 1551 г. тя бяга полугола и без всякакво имущество при братовчед си Християн III в Копенхаген. Известно време живее при сестра си Елизабет (съпруга на Ерих I фон Брауншвайг-Каленберг-Гьотинген), нейният зет Албрехт я взема при себе си и след неговата смърт (1568) за Маргарета се грижи пруският администратор Георг Фридрих, след като нейните деца отказват да ѝ помагат. Последните си години тя живее на померанско-полската граница и се омъжва трети път за обикновен селянин.

## Деца
От първия брак с Георг тя има една дъщеря:
- Георгия (1531 – 1573)

∞ 1563 граф Станислаус Латалски от Лабишин († 1598)
От втория брак с Йохан II фон Анхалт тя има 6 деца:
- Карл (1534 – 1564), княз на Анхалт-Цербст
- Йоахим Ернст (1536 – 1586), княз на Анхалт
- Мария (1538 – 1563), ∞ 1559 граф Албрехт X фон Барби и Мюлинген (1534 – 1586)
- Бернхард VII (1540 – 1570), княз на Анхалт-Десау
- Маргарета (1541 – 1547)
- Елизабет (1545 – 1574), ∞ 1570 граф Волфганг II фон Барби (1531 – 1615)